# Jamie Bosio (calciatore settembre 1991)
James Louis Bosio, meglio noto come Jamie Bosio (Dublino, 24 settembre 1991), è un ex calciatore gibilterriano, di ruolo difensore.

## Carriera

### Club
Dopo aver cominciato la carriera in patria, si trasferisce in prestito in Inghilterra per giocare con Ashford United e Canterbury City nella nona serie del campionato.

### Nazionale
Ha esordito con la nazionale maggiore di Gibilterra nel 2015.